# فرودگاه بارسلون-ال پرات

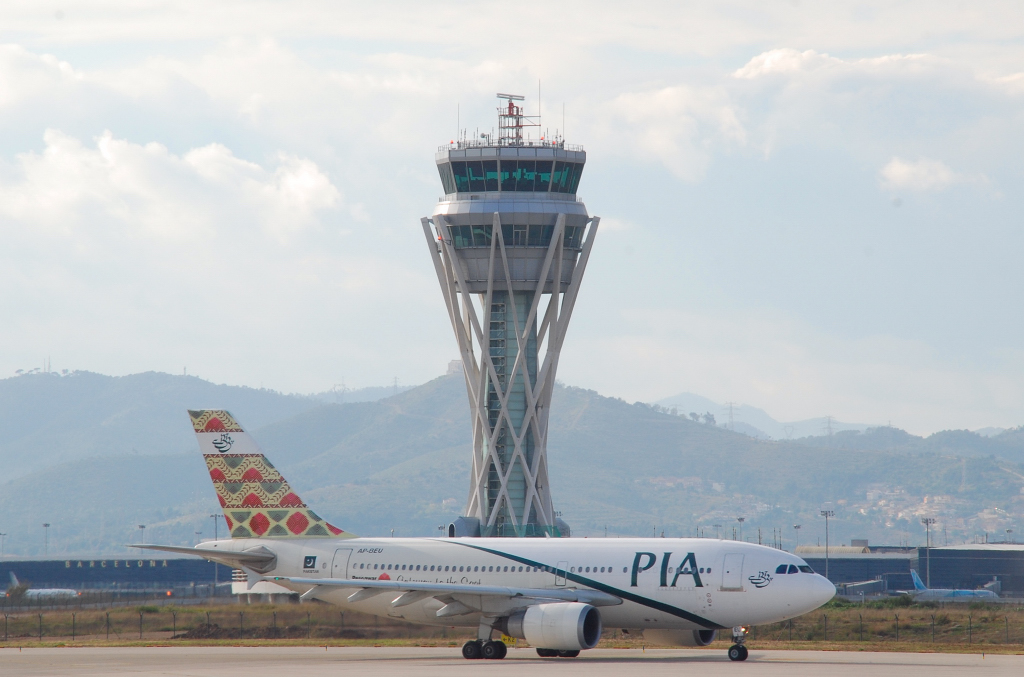
هواپیمایی در فرودگاه بارسلون

فرودگاه بارسلون که به نام فرودگاه ال پرات نیز معروف است، فرودگاهی در شهر بارسلون کشور اسپانیا است که در ۱۰ کیلومتری جنوب غربی شهر بارسلون واقع شده‌است.
این فرودگاه پس از فرودگاه مادرید-باراخاس دومین فرودگاه بزرگ اسپانیا و اولین فرودگاه کاتالان است. پروازهای آن بیشتر به مقصد اروپا و شمال آفریقا است و پروازهایی به سمت جنوب شرقی آسیا، آمریکای لاتین و آمریکای شمالی نیز دارد.

## شرکت‌های هواپیمایی و مقصدهای پروازی

### مسافری
The following airlines operate regular scheduled and charter flights to and from Barcelona:
| شرکت‌های هواپیمایی                                          | مقصدهای پروازی |
| ---------------------------------------------------------- | --- |
| ایجین ایرلاینز                                             | آتن |
| ایر لینگاس                                                 | دوبلین فصلی: کرک |
| آئروفلوت                                                   | شرمتیوو |
| آئروفلوت اجرا توسط روسیه ایرلاینز                          | پالکوو فصلی: ونوکووا |
| ارولینیاس آرژانتیناس                                       | مینیسترو پیستارینی |
| هواپیمایی الجزایر                                          | هواری بومدین، اس سینیا وهران |
| ایر عربیا مغرب                                             | فس-سایس، محمد پنجم، ناظور، ابن بطوطه طنجه |
| ایربالتیک                                                  | ریگا |
| ایر کانادا روژ                                             | پیرسون تورنتو فصلی: مونترآل-پییر الیوت ترودو |
| ایر چاینا                                                  | پکن، شانگهای پودنگ، وین |
| ایر اروپا                                                  | آلمریا، مادرید-باراخاس، منورکا، پالما د مایورکا، تنریف شمالی فصلی: لانزاروته |
| ایر فرانس                                                  | شارل دوگل پاریس |
| ایر مولداوا                                                | کیشیناو |
| Air Transat                                                | فصلی: مونترآل-پییر الیوت ترودو، پیرسون تورنتو |
| آلیتالیا                                                   | لینیت، لئوناردو دا وینچی-فیومیچینو |
| آلیتالیا اجرا توسط آلیتالیا سیتی‌لاینر                      | لینیت |
| امریکن ایرلاینز                                            | میامی، جان اف کندی فصلی: شارلوت داگلاس، اوهر شیکاگو، فیلادلفیا |
| هواپیمایی ارکیا                                            | فصلی: بن گوریون |
| شرکت هواپیمایی آرمنیا                                      | زوارتنوتس |
| آتلانتیک ایرویز                                            | فصلی: واگار |
| اویانکا                                                    | ال دورادو |
| آذربایجان ایرلاینز                                         | فصلی: حیدر علی‌اف |
| Azores Airlines                                            | لوگان، ژان پائولو دوم |
| بلاویا                                                     | مینسک |
| بلو ایر                                                    | هنری کواندا، یاش |
| بریتیش ایرویز                                              | گاتویک، هیترو لندن |
| بریتیش ایرویز اجرا توسط بی‌ای سیتی‌فلایر                     | چارتر فصلی: ادینبرو، گلاسگو |
| بروکسل ایرلاینز                                            | بروکسل |
| بلغاریا ایر                                                | صوفیه |
| کاتای پاسیفیک                                              | فصلی: هنگ کنگ |
| CityJet                                                    | چارتر فصلی: بلفاست |
| Chalair Aviation                                           | فصلی: لیموگس - بلگراد |
| هواپیمایی کرواسی                                           | زاگرب |
| هواپیمایی کرواسی اجرا توسط ترید ایر                        | زاگرب |
| چک ایرلاینز                                                | پراگ رازیون |
| دلتا ایرلاینز                                              | جان اف کندی فصلی: هارتسفیلد-جکسون آتلانتا |
| ایزی‌جت                                                     | بازل-مولوز-فرایبورگ اروپا، برلین شونفلد، بوردو–مریگناک، بریستول، ژنو، جان لنون لیورپول، گاتویک، لوتن لندن، جنوبی لندن، لیون-سینت اگزوپری، میلانو مالپنسا، ناپل، نیوکاسل، نیس کوت دازور، شارل دوگل پاریس فصلی: بلفاست |
| EasyJet Switzerland                                        | بازل-مولوز-فرایبورگ اروپا، ژنو |
| هواپیمایی مصر                                              | قاهره |
| ال عال                                                     | بن گوریون |
| هواپیمایی امارات                                           | دوبی |
| یورو وینگز                                                 | دوسلدورف، وین |
| یورو وینگز                                                 | مونیخ (آغاز از ۳۱ اکتبر ۲۰۱۷) |
| یورو وینگز اجرا توسط جرمن‌وینگز                             | برلین تگل، کلن بن، دوسلدورف، هامبورگ، هانوفر، اشتوتگارت |
| فن‌ایر                                                      | هلسینکی |
| جورجین ایرویز                                              | تفلیس |
| ایبریا ایرلاین                                             | مادرید-باراخاس |
| ایر نوستروم اجرا توسط ایر نوستروم                          | باداخوس، لئون، والنسیا فصلی: میلیلیا، پامپلونا |
| ایسلندایر                                                  | فصلی: کفلاویک |
| Ikar Airlines                                              | فصلی: شرمتیوو |
| شرکت هواپیمایی اسرایر                                      | فصلی: بن گوریون |
| جت۲.کام                                                    | منچستر فصلی: گلاسگو، لیدز برادفورد |
| کاال‌ام                                                     | اسخیپول آمستردام |
| کورین ایر                                                  | اینچئون |
| تام ایرلاینز                                               | سائو پائولو گوارولوس |
| لان پرو                                                    | خورخه چاوز |
| Level                                                      | مینیسترو پیستارینی، اوکلند، پونتا کانا فصلی: لس‌آنجلس |
| لوت پولیش ایرلاینز                                         | شوپن ورشو |
| لوفت‌هانزا                                                  | فرانکفورت، مونیخ |
| لوفت‌هانزا رجینال اجرا توسط لوفت‌هانزا سیتی‌لاین              | فصلی: مونیخ |
| لوکزایر                                                    | لوگزامبورگ - فیندل |
| هواپیمایی ماهان                                            | امام خمینی |
| نوردویند ایرلاینز                                          | فصلی: تالاگی، بلگورود، چلیابینسک، قازان، خاباروفسک ناوی، پاشکوفسکی، مینرالنیه وودی، منستیر – حبیب بورقیبه، شرمتیوو، ونوکووا، مورمانسک، بگیشفو، استریگینو، تولمچوا، اورنبورگ تسنترالنی، بولشویه ساوینو، کورومچ، سیکتیوکار، رسچینو، اوفا، ولگاگراد، چرتوویتسکویه، کولتسوو |
| نروجین ایر شاتل اجرا توسط Norwegian Air International      | بیلبائو، بیلاند، کپنهاگ، دوسلدورف، گوتنبرگ-لاندوتر، گرن کناریا، هلسینکی، گاتویک، گاردرموئن اسلو، کفلاویک، استکهلم-آرلاندا، بن گوریون، تنریف شمالی فصلی: فلسلند برگن، بیرمنگام، دوبروونیک، ادینبرو، هامبورگ، منچستر، پالما د مایورکا، سولا استاوانگر، ورنس تروندهایم، شوپن ورشو |
| نروجین ایر شاتل اجرا توسط نروجین لانگ هاول                 | فورت لادردیل–هالیوود (آغاز از ۲۳ اوت ۲۰۱۷), لس‌آنجلس، لیبرتی نیوآرک، اوکلند |
| هواپیمایی بین‌المللی پاکستان                                | بینظیر بوتو، اقبال لاهوری |
| پگاسوس ایرلاینز                                            | صبیحه گوکچن |
| Peoplefly                                                  | فصلی: فرتیلیا، تراپانی-بیرجی |
| Plus Ultra Líneas Aéreas                                   | خوزه مارتی، مادرید-باراخاس |
| پریمرا ایر                                                 | فصلی: بیلاند، کپنهاگ، کفلاویک، استکهلم-آرلاندا چارتر: پوری |
| هواپیمایی قطر                                              | حمد |
| هواپیمایی پادشاهی مراکش                                    | محمد پنجم فصلی: ابن بطوطه طنجه |
| رویال فلایت                                                | چارتر فصلی: پالکوو، کولتسوو |
| الملکیه الاردنیه                                           | ملکه علیا |
| رایان‌ایر                                                   | باووایس-تیلی، اوریو آل سریو، برلین شونفلد، بیرمنگام، بلوونی گوگلیلمو مارکونی، بروکسل، بوداپست فرنک لیست، بروکسل جنوب شرلروآ، کلن بن، دوبلین، ایست میدلند، ادینبرو، فس-سایس، فرانکفورت (آغاز از ۲۹ اکتبر ۲۰۱۷), فوئرته‌ونتورا، گرن کناریا، هامبورگ، ایبیزا، خرز، جان پل دوم کراکوف-بالیس (آغاز از ۲۹ اکتبر ۲۰۱۷), لانزاروته، جان لنون لیورپول، استانستد لندن، لوگزامبورگ - فیندل (آغاز از ۳۰ اکتبر ۲۰۱۷), مالاگا، منچستر، مراکش-منارا، منورکا، ناظور، ناپل، پالما د مایورکا، فرنسیسکو جسا کارنئیرو، پراگ رازیون (آغاز از ۲۹ اکتبر ۲۰۱۷), گلاسگو پرستویک، لئوناردو دا وینچی-فیومیچینو، سانتاندر، سانتیاگو د کمپوستلا، سن پابلو، صوفیه، استکهلم-اسکاوستا، تنریف شمالی، تنریف جنوبی، ترویزو، تورین کاسله، والادولید، ونیز مارکو پولو (آغاز از ۲۹ اکتبر ۲۰۱۷), فیگو-پینادور، ویلنیوس، وارساو مادلن |
| اس۷ ایرلاینز                                               | دوموده‌دوو |
| هواپیمایی اسکاندیناوی                                      | کپنهاگ، گاردرموئن اسلو فصلی: فلسلند برگن، سولا استاوانگر، استکهلم-آرلاندا، ورنس تروندهایم |
| سنگاپور ایرلاینز                                           | چانگی سنگاپورa |
| اسکای‌ورک ایرلاینز                                          | فصلی: برن |
| Small Planet Airlines                                      | چارتر فصلی: ویلنیوس |
| اسمال پلنت ایرلاینز                                        | فصلی: لوبلین شوپن ورشو |
| سان دور اینترنشنال ایرلاینز اجرا توسط ال عال               | بن گوریون |
| سوئیس اینترنشنال ایرلاینز                                  | ژنو، زوریخ |
| سوئیس اینترنشنال ایرلاینز اجرا توسط سوئیس گلوبال ایر لاینز | ژنو |
| تاپ پرتغال                                                 | لیسبون پورتلا |
| تاپ پرتغال اجرا توسط TAP Express                           | لیسبون پورتلا |
| تاروم                                                      | هنری کواندا |
| ترانساویا.کام                                              | اسخیپول آمستردام، آیندهوون، مونیخ (پایان در ۲۶ اکتبر ۲۰۱۷), روتردام دی‌هیگ |
| ترنسویا فرانس                                              | اورلی |
| تراول سرویس ایرلاینز اجرا توسط اسمارت‌وینگز                 | فصلی: پراگ رازیون |
| TUI fly Belgium                                            | آنتورپ، اوستند-بروگس |
| تونس ایر                                                   | تونس قرطاج |
| ترکیش ایرلاینز                                             | آتاترک، صبیحه گوکچن |
| هواپیمایی بین‌المللی اوکراین                                | بوریسپیل |
| یونایتد ایرلاینز                                           | لیبرتی نیوآرک فصلی: دالس واشینگتن |
| اورال ایرلاینز                                             | دوموده‌دوو فصلی: پالکوو، کولتسوو |
| ولوتی                                                      | چارتر فصلی: جرزی |
| ویولینگ                                                    | لاکرونیا، هواری بومدین، آلیکانته-الچه، آلمریا، اسخیپول آمستردام، آستوریاس، آتن، بانجول، بازل-مولوز-فرایبورگ اروپا، رفیق حریری بیروت، فلسلند برگن، برلین تگل، بیلبائو، بیرمنگام، بلوونی گوگلیلمو مارکونی، بوردو–مریگناک، بریندیسی، بروکسل، کاتانیا-فونتاناروسا، کپنهاگ، لئوپولد سدار سنگور، دوبلین، دوبروونیک، دوسلدورف، ادینبرو، آیندهوون، فس-سایس، پره‌تولا، فوئرته‌ونتورا، ژنو، گرن کناریا، فدریکو گارسیا لورکا، هامبورگ، هانوفر، ایبیزا، خرز، لا پالما، لانزاروته، لیل، لیسبون پورتلا، گاتویک، لوتن لندن، لیون-سینت اگزوپری، مادرید-باراخاس، مالاگا، منچستر، مراکش-منارا، مارسی پروانس، منورکا، میلانو مالپنسا، دوموده‌دوو، مونیخ، ناظور، نانت آتلانتیک، ناپل، نیس کوت دازور، اس سینیا وهران، گاردرموئن اسلو، پالرمو، پالما د مایورکا، شارل دوگل پاریس، اورلی، گالیله، فرنسیسکو جسا کارنئیرو، پراگ رازیون، رن - سن-ژاک، کفلاویک، لئوناردو دا وینچی-فیومیچینو، روتردام دی‌هیگ، پالکوو، سان سباستین، سانتاندر، سانتیاگو د کمپوستلا، سن پابلو، استکهلم-آرلاندا، اشتوتگارت، ابن بطوطه طنجه، بن گوریون، تنریف شمالی، تنریف جنوبی، تولوز-بلانیاک، تورین کاسله، والنسیا، والادولید، ونیز مارکو پولو، وین، فیگو-پینادور، شوپن ورشو، زوریخ فصلی: آلبورگ، باری، باستیا – پورتا، بلگراد نیکولا تسلا، برست برتانی، هنری کواندا، بوداپست فرنک لیست، کگلیاری-الماس، کاردیف، محمد پنجم، کلوژ-نپوکا، کورفو، فارو، کریستیانو رونالدو، کریستف کلمب جنوا، گوتنبرگ-لاندوتر، هلسینکی، هراکلین، خرابوروفو، کیف ژولیانی، جان پل دوم کراکوف-بالیس، لارناکا، لوگزامبورگ - فیندل، مالت، مینسک، ملی جزیره میکناس، نورنبرگ، اولبیا - کاستا اسمرالدا، ملی سادورینی، اسپلیت، لنارت مری تالین، سالونیک، تونس قرطاج، زادر، زاگرب |
| Windrose Airlines                                          | فصلی: بوریسپیل |
| ویز ایر                                                    | هنری کواندا، بوداپست فرنک لیست، کیشیناو، کلوژ-نپوکا، کرایووا، گدایسک لخ والسا، کاتوویتس، پوزنان-لاویکا، ریگا، اسکندر کبیر اسکوپیه، صوفیه، ترایان وویا، ویلنیوس، شوپن ورشو |
| واو ایر                                                    | فصلی: کفلاویک |

Notes
^  Three of the five Singapore Airlines' flights to and from Singapore makes a stop in Milan-Malpensa Airport, however the airline does not have fifth freedom rights to transport passengers solely between Barcelona and Milan.

### باری
| شرکت‌های هواپیمایی     | مقصدهای پروازی                          |
| --------------------- | --------------------------------------- |
| ASL Airlines Belgium  | بروکسل، لیژ                             |
| اطلس ایر              | چاتراپاتی شیواجی                        |
| کارگولوکس             | هنگ کنگ، حیدر علی‌اف، لوگزامبورگ - فیندل |
| دی‌اچ‌ال اوییشن         | ویتوریا                                 |
| امارات اسکای‌کارگو     | آل مکتوم                                |
| فدکس اکسپرس           | شارل دوگل پاریس                         |
| لوفت‌هانزا کارگو       | فرانکفورت                               |
| Swiftair              | مادرید-باراخاس فصلی: پالما د مایورکا    |
| یوال‌اس ایرلاینز کارگو | آتاترک                                  |
| یوپی‌اس ایرلاینز       | کلن بن، والنسیا                         |

## آمارها

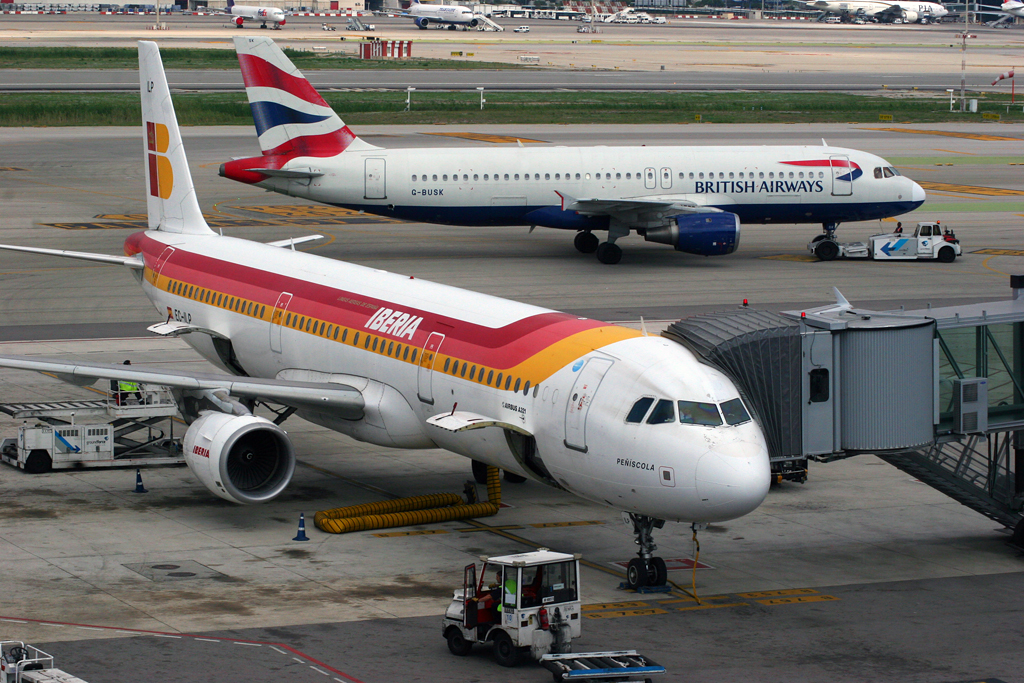
یک فروند ایرباس ای۳۲۰ هواپیمایی ایبریا و یک فروند ایرباس ای۳۲۰ بریتیش ایرویز.

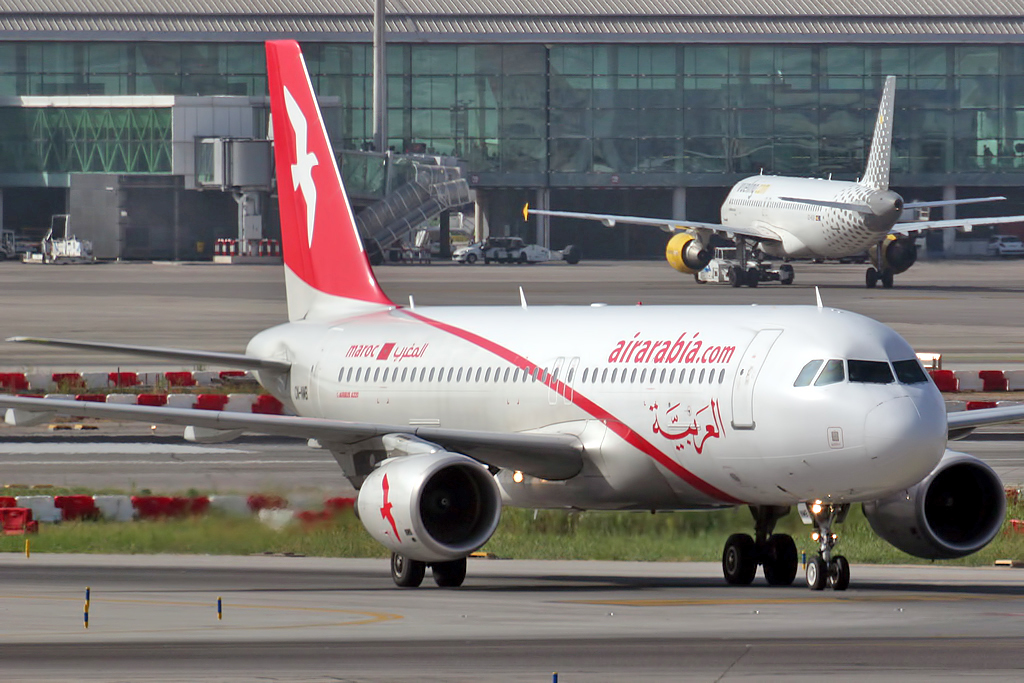
یک فروند ایرباس ای۳۲۰ ایر عربیا مغرب.

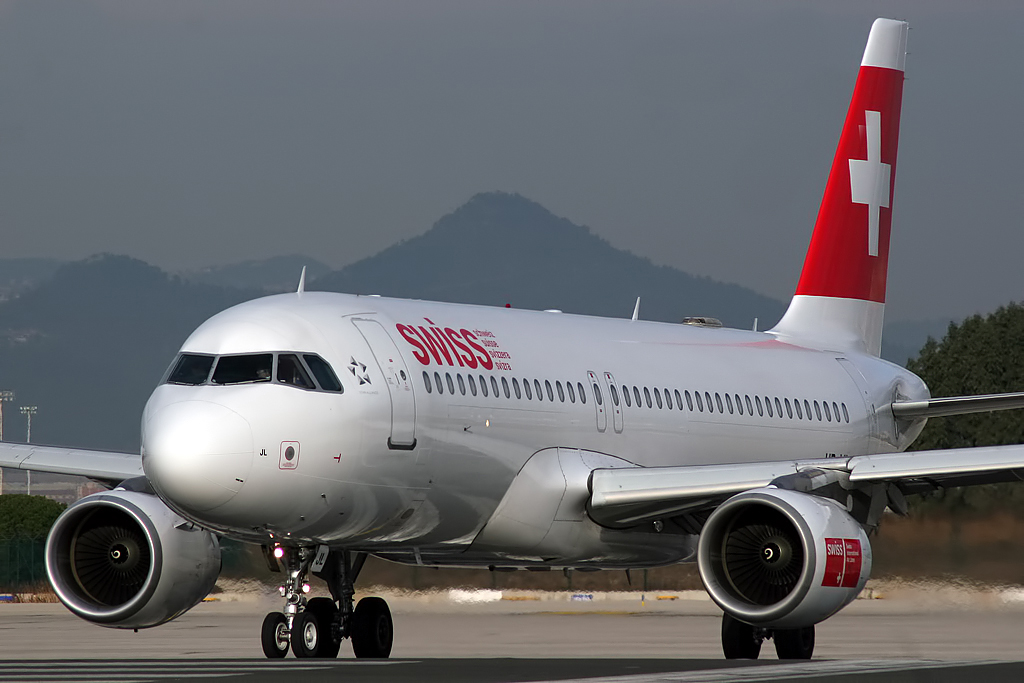
یک فروند ایرباس ای۳۲۰ سوئیس اینترنشنال ایرلاینز.

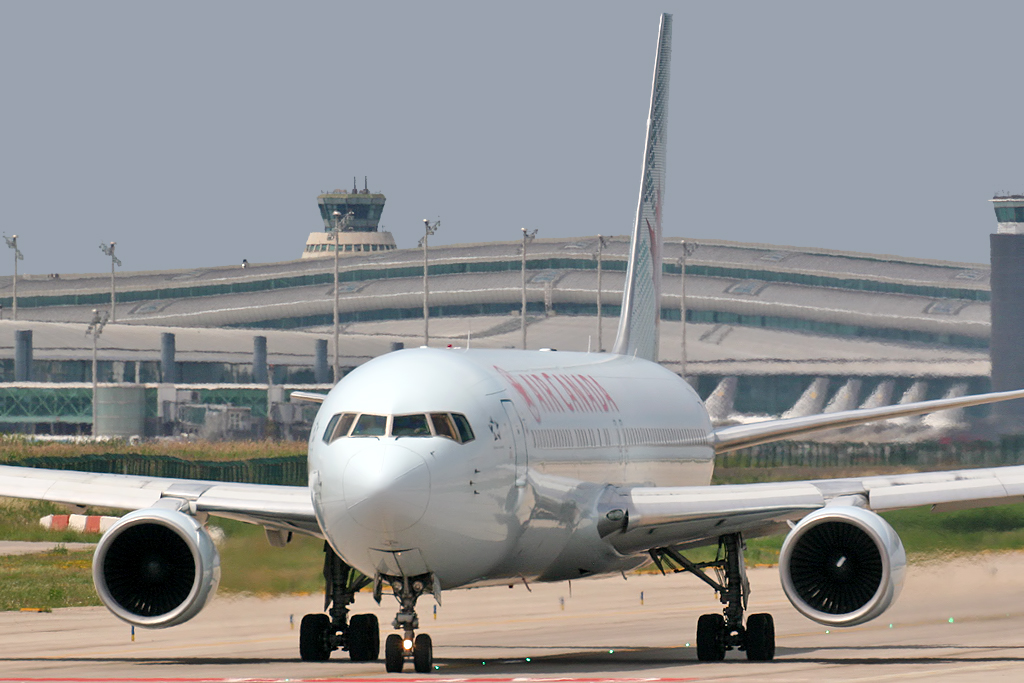
یک فروند بوئینگ ۷۶۷ ایر کانادا.

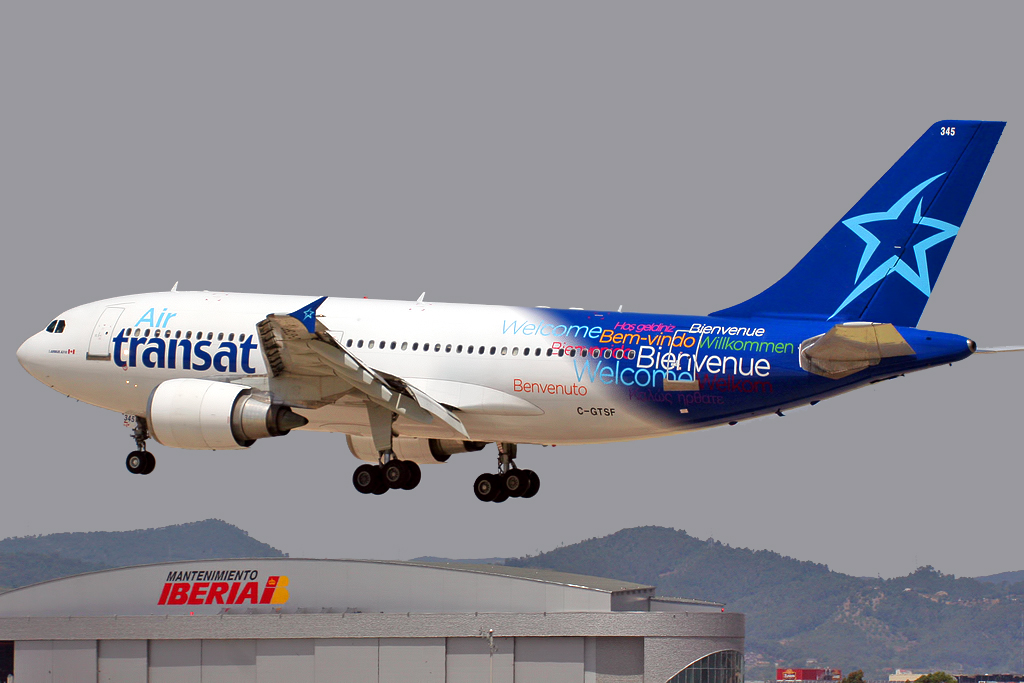
یک فروند ایرباس ای۳۱۰ Air Transat.

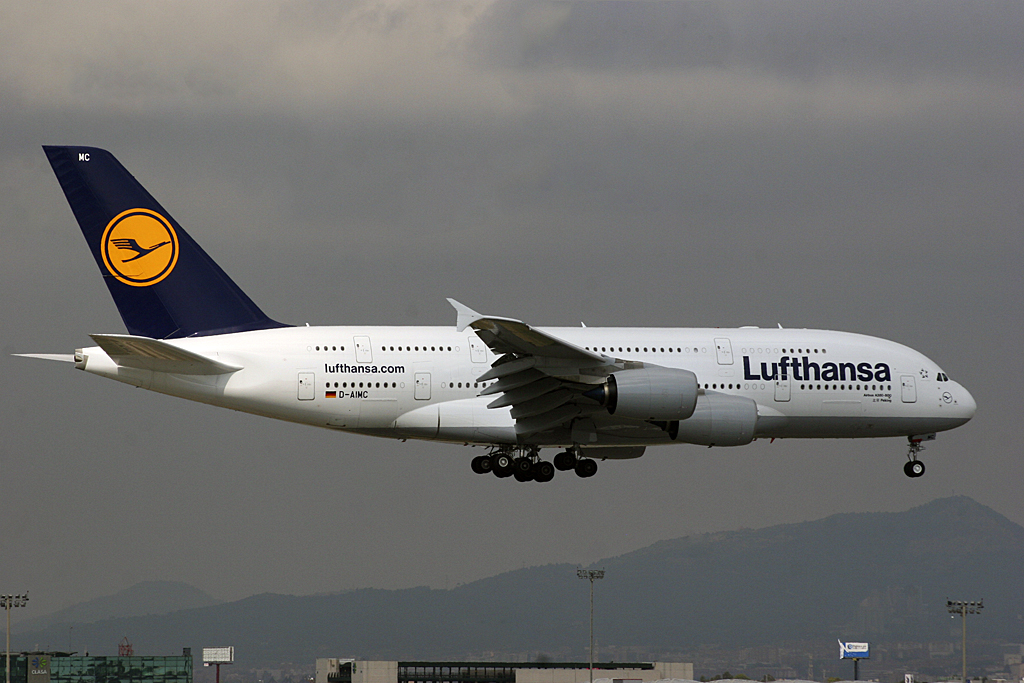
یک فروند ایرباس ای۳۸۰ لوفت‌هانزا.

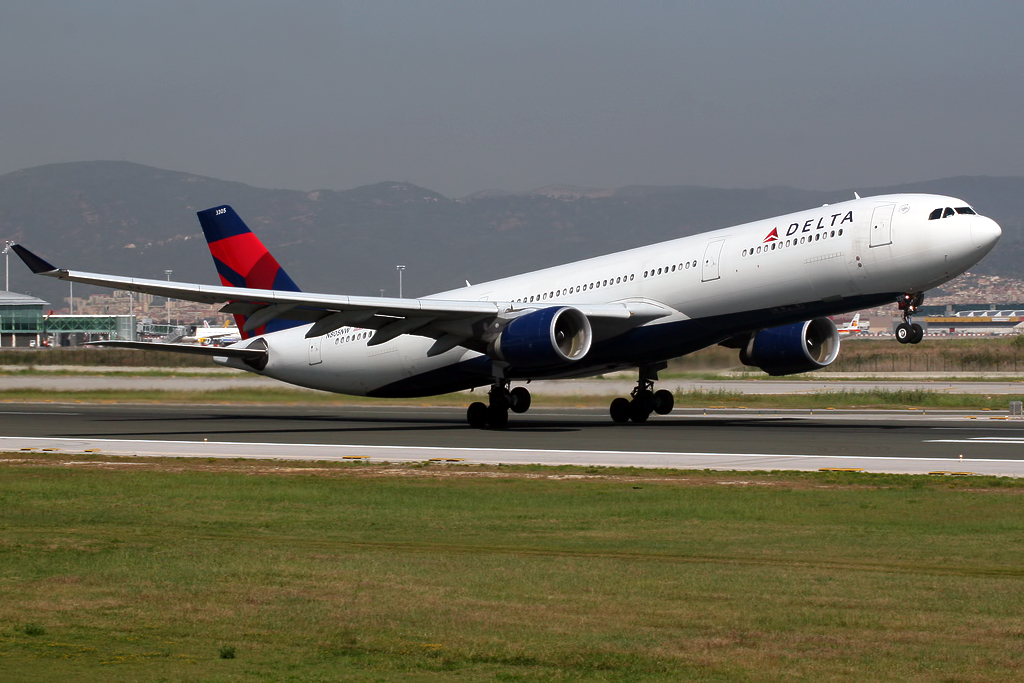
یک فروند ایرباس ای۳۳۰ دلتا ایرلاینز.

| ردیف | شرکت هواپیمایی            | مسافران    | پرواز به                    |
| ---- | ------------------------- | ---------- | --------------------------- |
| ۱    | ویولینگ                   | ۱۳٬۷۰۳٬۷۴۷ | اروپا، آفریقا، آسیا         |
| ۲    | رایان‌ایر                  | ۴٬۷۶۰٬۴۲۶  | اروپا، آفریقا               |
| ۳    | ایزی‌جت                    | ۲٬۳۵۸٬۲۹۳  | اروپا                       |
| ۴    | لوفت‌هانزا                 | ۱٬۴۲۱٬۴۳۸  | آلمان (مونیخ و فرانکفورت)   |
| ۵    | ایر اروپا                 | ۱٬۲۰۵٬۷۳۶  | اسپانیا                     |
| ۶    | هواپیمایی ایبریا          | ۱٬۰۰۹٬۵۹۸  | Air shuttle                 |
| ۷    | نروژین ایر شاتل           | ۸۲۸٬۲۱۸    | اروپا                       |
| ۸    | بریتیش ایرویز             | ۸۲۷٬۶۵۰    | بریتانیا (لندن)             |
| ۹    | ایر فرانس                 | ۷۲۱٬۱۵۹    | فرانسه (پاریس)              |
| ۱۰   | سوئیس اینترنشنال ایرلاینز | ۶۵۳٬۳۱۷    | سوئیس (ژنو و زوریخ)         |
| ۱۱   | کی‌ال‌ام                    | ۵۷۵٬۱۲۷    | هلند (آمستردام)             |
| ۱۲   | جرمن‌وینگز                 | ۵۲۳٬۶۵۳    | آلمان                       |
| ۱۳   | easyJet Switzerland       | ۵۱۴٬۰۱۹    | سوئیس                       |
| ۱۴   | ویز ایر                   | ۵۰۵٬۵۹۵    | اروپا                       |
| ۱۵   | ترانساویا.کام             | ۴۴۹٬۷۱۱    | هلند                        |
| ۱۶   | تاپ پرتغال                | ۴۳۷٬۳۵۵    | پرتغال                      |
| ۱۷   | آلایتالیا                 | ۳۳۱٬۲۳۰    | ایتالیا                     |
| ۱۸   | هواپیمایی امارات          | ۳۲۱٬۲۵۸    | امارات متحدهٔ عربی (دوبی)    |
| ۱۹   | ترکیش ایرلاینز            | ۳۲۰٬۵۲۳    | ترکیه                       |
| ۲۰   | آئروفلوت                  | ۲۸۸٬۵۴۶    | روسیه (مسکو و سنت‌پیترزبورگ) |
| ۲۱   | مونارک ایرلاینز           | ۲۷۲٬۴۵۷    | بریتانیا                    |
| ۲۲   | امریکن ایرلاینز           | ۲۶۶٬۵۸۳    | ایالات متحده آمریکا         |
| ۲۳   | بروکسل ایرلاینز           | ۲۵۲٬۷۳۴    | بلژیک (بروکسل)              |
| ۲۴   | قطر ایرویز                | ۲۳۳٬۰۳۹    | قطر (دوحه)                  |
| ۲۵   | ترانسایرو                 | ۲۲۴٬۵۸۵    | روسیه                       |

| ردیف | فرودگاه                             | تعداد مسافران | شرکت‌های هواپیمایی                                                |
| ---- | ----------------------------------- | ------------- | ---------------------------------------------------------------- |
| ۱    | لندن                                | ۱٫۳۱۷٫۰۳۱     | بریتیش ایرویز، ایزی‌جت، مونارک ایرلاینز، نروژین ایر شاتل، ویولینگ |
| ۲    | فرودگاه اسخیپول آمستردام            | ۱٫۲۰۱٫۶۴۱     | کی‌ال‌ام، ترانساویا.کام، ویولینگ                                   |
| ۳    | فرودگاه شارل دوگل پاریس             | ۱٫۲۰۰٫۲۱۷     | ایر فرانس، ایزی‌جت، ویولینگ                                       |
| ۴    | فرودگاه لئوناردو دا وینچی-فیومیچینو | ۱٫۱۳۲٫۹۲۹     | آلایتالیا، رایان‌ایر، ویولینگ                                     |
| ۵    | فرودگاه بین‌المللی فرانکفورت         | ۱٫۰۳۱٫۱۵۰     | لوفت‌هانزا، ویولینگ                                               |
| ۶    | فرودگاه اورلی                       | ۹۳۲٫۵۸۳       | ترانساویا.کام، ویولینگ                                           |
| ۷    | فرودگاه بروکسل                      | ۸۷۸٫۳۲۶       | بروکسل ایرلاینز، رایان‌ایر، ویولینگ                               |
| ۸    | فرودگاه مونیخ                       | ۷۵۲٫۹۲۷       | لوفت‌هانزا، ویولینگ                                               |
| ۹    | فرودگاه هیترو لندن                  | ۶۶۱٫۴۲۱       | بریتیش ایرویز                                                    |
| ۱۰   | فرودگاه میلانو مالپنسا              | ۶۳۳٫۳۴۹       | ایزی‌جت، ویولینگ                                                  |
| ۱۱   | فرودگاه زوریخ                       | ۶۰۴٫۳۳۱       | سوئیس اینترنشنال ایرلاینز، ویولینگ                               |
| ۱۲   | فرودگاه لیسبون پورتلا               | 582.754       | Portugalia, تاپ پرتغال، ویولینگ                                  |
| ۱۴   | فرودگاه بین‌المللی ژنو               | 510.015       | Easyjet Switzerland, سوئیس اینترنشنال ایرلاینز، ویولینگ          |
| ۱۵   | فرودگاه استانستد لندن               | ۴۶۸٫۲۱۳       | رایان‌ایر                                                         |